# Youth Wars – Beobachtungen in der deutschen Provinz
Youth Wars – Beobachtungen in der deutschen Provinz ist ein 53-minütiger deutscher Dokumentarfilm des Regisseurs Karl Siebig aus dem Jahr 1991.

## Inhalt
Der Film handelt von der Straßengang-Szene der Landeshauptstadt Kiel zu Beginn der 1990er-Jahre und erreichte Kultstatus aufgrund der zahlreichen im Film gezeigten Personen und Dialoge, die hauptsächlich in norddeutschen Slang gehalten sind. Mittlerweile hat sich um den Film herum eine dementsprechend große Fangemeinde gebildet. Seit Wiederaufbereitung des Films wurden im Internet unzählige Videos, die sich darauf beziehen, auf YouTube eingestellt.
Die im Film dargestellten Personen gehören unterschiedlichen Jugendbanden an, deren Namen teilweise martialisch klingen sollen, so unter anderem „Kneipenterroristen“, „Blue Brothers“ oder „Mad Dogs“. Auch die damals in Kiel als besonders gefährlich eingestufte Jugendbande „Tigers“ wird im Film beschrieben und interviewt. Hauptcharakter des Films ist der damals arbeitslose und den „Kneipenterroristen“ zugehörige Bernd Knauer. Gedreht wurde der Film hauptsächlich im Kieler Stadtteil Wellingdorf. Die Innenaufnahmen wurden teilweise in der Gaardener Kneipe „Norddeutsches Eck“ in der Norddeutschen Straße in Kiel-Gaarden gedreht. In einer Szene ist der Hafen des Badeortes Laboe zu sehen, in welchem die „Kneipenterroristen“ das damalige Hochseeangelschiff Kehrheim 2 mittels Gaspistolen überfallen.

## Rezeption
Das Hamburger Stadtmagazin Stadtus beschrieb den Film als „lebensnah, aufklärend und sachlich“.

## Aufführung
Die Dokumentation erschien in zwei unterschiedlichen Fassungen. Der Dokumentarfilm selbst wurde kurz nach Fertigstellung einmalig im Offenen Kanal Kiel ausgestrahlt und nachfolgend als Lehrmaterial für Polizeibeamte in Schleswig-Holstein zur Verfügung gestellt. Ende 1991 wurde eine mit 27 Minuten Länge wesentlich gekürzte Fassung des Films produziert und im Rahmen einer Spiegel-TV-Reportage mit dem Titel Die Schlacht um Kiel – Eine Reise in den Alltag deutscher Provinz im deutschen Privatfernsehen gesendet. Diese Produktion wurde zudem mit geändertem Off-Kommentar versehen.